# IC 3714
IC 3714 је спирална галаксија у сазвјежђу Дјевица која се налази на листи објеката дубоког неба у Индекс каталогу.
Деклинација објекта је + 10° 11' 20" а ректасцензија 12h 44m 23,1s. Привидна величина (магнитуда) објекта IC 3714 износи 14,4 а фотографска магнитуда 15,2. IC 3714 је још познат и под ознакама MCG 2-33-5, CGCG 71-22, VCC 1997, PGC 42899.